# Fougères-sur-Bièvre
Fougères-sur-Bièvre foi uma comuna francesa na região administrativa do Centro, no departamento Loir-et-Cher. Estendia-se por uma área de 14,73 km². Em 2010 a comuna tinha 801 habitantes (densidade: 54,4 hab./km²).
Em 1 de janeiro de 2019, passou a formar parte da comuna de Le Controis-en-Sologne.